# Jungsemi
Jungsemi is een bestuurslaag in het regentschap Demak van de provincie Midden-Java, Indonesië. Jungsemi telt 2555 inwoners (volkstelling 2010).